# Con hủi
Con hủi (tiếng Ba Lan: Trędowata) được viết năm 1909, là tác phẩm tiêu biểu và nổi tiếng nhất của nữ văn sĩ
người Ba Lan Helena Mniszek (1878–1943). Trái với thái độ lạnh nhạt và hờ hững của các nhà phê bình, 
tiểu thuyết Con hủi lập tức trở thành một hiện tượng văn học làm náo động thị trường xuất bản, được tái bản liên tục hàng chục lần với số lượng kỉ lục thời gian đó, là tác phẩm văn học bán chạy nhất trong khoảng thời gian giữa hai cuộc chiến tranh thế giới. Sau đó tác phẩm được dịch ra nhiều thứ tiếng nước ngoài và được chuyển thể thành 3 phim điện ảnh (các năm 1926, 1936, 1976) và một bộ phim truyền hình (năm 2000).

## Nội dung
Tác phẩm là câu chuyện tình đẹp nhưng đầy bi kịch giữa đại công tử Waldemar Michorowski (Valđemar Mikhôrôvxki) - chàng thanh niên thuộc dòng họ quyền quý nhất cả nước với Stefcia Rudecka (Xtefchia Ruđếcka) - con gái của một điền chủ nhỏ nhưng tài sắc vẹn toàn. Thất vọng trước mối tình đầu, Stefcia rời nhà đến làm gia sư cho Lucia Elzanowska (Luxia Elzônôvxka), em họ của Waldemar. Vượt qua những hiểu lầm ban đầu, họ dần có cảm tình với nhau. Khi bà ngoại Stefcia mất, qua quyển nhật ký để lại, nàng biết được trước đây ông nội Waldemar là Maciej Michorowski (Machây Mikhôrôvxki) cũng từng yêu bà ngoại nàng tha thiết nhưng mối tình bị giới quý tộc phản đối và họ không đến được với nhau. Vì vậy, Stefcia không dám thừa nhận tình yêu với Waldemar và định bỏ đi. Nhưng khi đi cùng nàng đến ga tàu, Waldemar đã bộc lộ tình cảm sâu sắc với nàng và hứa sẽ làm đến cùng để bảo vệ tình yêu này. Trải qua bao đấu tranh gay go với gia đình, xã hội, tình yêu của họ đã thắng, họ được làm lễ đính ước và chuẩn bị cho ngày cưới. Nhưng giới quý tộc không cam chịu thất bại, chúng dùng thủ đoạn hèn hạ để phá vỡ hạnh phúc đôi trẻ. Những bức thư nặc danh được gửi liên tiếp cho Stefcia, nói rằng nàng không xứng đáng với cuộc hôn nhân này và đối với giới quý tộc, nàng sẽ mãi mãi là một "con hủi", và nàng đã gục ngã. Nàng chết đúng hôm ngày cưới do bệnh viêm não, trong tấm áo cưới trắng tinh như tâm hồn trinh bạch và cao quý của nàng.
Tác phẩm được chuyển thể thành phim năm 1977.